# プレゼンティング・サド・ジョーンズ / メル・ルイス・アンド・ザ・ジャズ・オーケストラ
『プレゼンティング・サド・ジョーンズ / メル・ルイス・アンド・ザ・ジャズ・オーケストラ』（Presenting Thad Jones / Mel Lewis and the Jazz Orchestra）は、サド・ジョーンズ / メル・ルイス・ジャズ・オーケストラのアルバムである。

## 収録曲
LP盤A面
1. ワンス・アラウンド - "Once Around" - 5分24秒
2. ウィロー・ウィープ・フォー・ミー - "Willow Weep for Me" - 5分34秒
3. バランスド・スケールズ＝ジャスティス - "Balanced Scales = Justice" - 4分58秒
4. スリー・イン・ワン - "Three in One" - 5分45秒

LP盤B面
1. ミーン・ワット・ユー・セイ - "Mean What You Say" - 5分26秒
2. ドント・エバー・リーブ・ミー - "Don't Ever Leave Me" - 4分33秒
3. A B C ブルース - "A B C Blues" - 12分53秒

## 演奏メンバー
- サド・ジョーンズ - フリューゲルホルン
- メル・ルイス - ドラム
- ハンク・ジョーンズ - ピアノ
- リチャード・デイヴィス (Richard Davis) - ベース
- ジェローム・リチャードソン (Jerome Richardson) - サックス
- ジェリー・ダジォン (Jerry Dodgion) - サックス
- ジョー・ファレル (Joe Farrell) - サックス
- エディ・ダニエルズ (Eddie Daniels) - サックス
- ペッパー・アダムス (Pepper Adams) - サックス
- リチャード・ウィリアムズ (Richard Williams) - トランペット
- ダニー・スタイルズ (Danny Stiles) - トランペット
- ビル・ベリー (Bill Berry) - トランペット
- ジミー・ノッティンガム (Jimmy Nottingham) - トランペット
- ボブ・ブルックマイヤー (Bob Brookmeyer) - トロンボーン
- ジャック・レインズ (Jack Rains) - トロンボーン
- トム・マッキントッシュ (Tom McIntosh) - トロンボーン
- クリフ・ヘザー (Cliff Heather) - トロンボーン